# The Dead of Night
The Dead of Night este o piesă a formației britanice Depeche Mode. Piesa a apărut pe albumul Exciter, în 2001.